# 루마니아 정교회
루마니아 정교회(루마니아어: Biserica Ortodoxă Română)는 루마니아에 소재하는 동방 정교회 독립 교회이다. 오늘날 발칸반도에 있는 동방 정교회 중 가장 규모가 큰 교회이다. 이 교회의 재치권을 가진 주교의 칭호는 루마니아의 총대주교이자 왈라키아의 수도대주교이다.
1925년 이후 루마니아 정교회의 수좌주교는 총대주교라는 칭호를 보유하고 있다. 교회의 관할 구역은 루마니아와 몰도바의 영토를 포함하며, 세르비아와 헝가리에 거주하는 루마니아인뿐만 아니라 중서유럽과 서유럽, 북아메리카, 오세아니아의 디아스포라 공동체를 관할하는 교구도 포함한다.
현재 동방 정교회 내에서는 유일하게 로망스어를 예배 언어로 사용하는 독립 교회이다. 2011년 인구조사 자료에 따르면 루마니아 인구의 대부분(16,367,267명)과 약 72만 명의 몰도바인이 루마니아 정교회에 소속되어 있다.

## 교회의 역사
루마니아 지방을 관할하는 최초의 수도대주교구가 세워진 것은 14세기 때였으나, 루마니아 총대주교구가 설치되면서 콘스탄티노플총대주교로부터 독립하게 된 것은 20세기에 이르러서였다. 현재 루마니아 교회의 전례언어는 루마니아어이다. 성서와 전례서를 루마니아어로 번역하는 작업은 17세기부터 시작되어 19세기에 이루어졌다. 1980년대 말 당시 루마니아 정교회는 1600만 명의 신도, 12,000개의 교회와 9,000 명의 사제를 가지고 있었다. 
지금의 루마니아 정교회는 1925년 이전의 오스트리아 헝가리 제국 안에 거주하던 루마니아 정교회 신도들을 1865년 몰다비아와 발라키아에 설립된 독립적인 루마니아 교회와 통합하여 만들어졌으며, 1885년 콘스탄티노플에 있는 정교회 본부의 승인을 받았다. 그리고 루마니아 정교회는 14개의 주교구로 나뉘어 있으며, 부쿠레슈티와 시비우에 있는 2개의 신학대학을 비롯해 6개의 신학교가 있고 많은 수도원이 전국에 있다. 오랜 전통을 가진 루마니아 정교회에는 오래된 교회 유적들이 풍부하다. 특히 루마니아 북동부 수체아바주에 있는 15~16세기 때 건설된 5개 수도원들은 유엔 교육 과학 문화 기구가 세계문화유산으로 지정하였다.

## 조직
루마니아 정교회에도 주교회의가 조직되어 있다. 루마니아 정교회의 최고 기구는 성 시노드이다.
루마니아 정교회에는 관구장주교 6명, 대주교 10명이 있으며, 교구, 수도원, 사회센터에서 12,000명이 넘는 사제와 부제가 있다. 약 3,500명의 수사와 5,000명의 수녀가 소속되어 있는 수도원도 약 400개가 있다. 루마니아 국외에는 3개의 대교구와 2개의 교구가 설정되어있다. 2004년 현재 루마니아 내에는 신학대학 15개소가 존재한다. 루마니아에는 루마니아 정교회 신자들을 위한 14,500개 이상의 성당이 존재한다. 2002년 현재 이중 약 1,000개의 성당이 건설 또는 재건 과정에 있다.

## 역대 총대주교
- 미론 (1925–1939)
- 니코딤 (1939–1948)
- 유스티니안 (1948–1977)
- 유스틴 (1977–1986)
- 테옥티스트 (1986–2007)
- 다니엘 (2007~)

## 같이 보기
- 콘스탄티노폴리스 총대주교청
- 베사라비아 관구 대교구
- 우크라이나 정교회 시게투마르마치에이 대리구